# Marina Lavalle
Marina Lavalle es una telenovela producida en 1965 y emitida por el Canal 2 de Telesistema Mexicano (hoy Televisa). Producida por Ernesto Alonso, protagonizada por María Rivas y Enrique Aguilar con las participaciones antagónicas de Narciso Busquets y Magda Guzmán.

## Reparto
- María Rivas - Marina Lavalle
- Enrique Aguilar - Alfonso
- Narciso Busquets - Max Bassetti
- Guillermo Zetina
- Héctor Andremar
- Magda Guzmán - Ana Betancourt
- Eva Calvo
- María Teresa Rivas
- Fernando Luján
- Lupita Lara